# نلسون آگرستا
نلسون آگرستا (اسپانیایی: Nelson Agresta‎؛ زادهٔ ۲ اوت ۱۹۵۵) بازیکن فوتبال اهل اروگوئه است.

## باشگاهی
از باشگاه‌هایی که در آن بازی کرده‌است می‌توان به باشگاه فوتبال لیورپول (مونته‌ویدئو)، استودیانتس، باشگاه ورزشی دفنسور، آرژانتینوس جونیورز، باشگاه فوتبال ناسیونال اروگوئه و باشگاه فوتبال دیپورتیوو ناسیونال اشاره کرد.

## تیم ملی
وی همچنین در تیم ملی فوتبال اروگوئه بازی کرده است.